# Salas Cannonier
Salas Cannonier (* 29. November 1997 in Basseterre-Newtown) ist ein Fußballspieler von St. Kitts und Nevis.

## Karriere

### Klub
Bis zur Saison 2017/18 spielte er in seiner Heimat beim St. Peter's FC und wechselte anschließend zu W Connection nach Trinidad und Tobago. Nach einem halben Jahr kehrte er wieder zu seinem vorherigen Klub zurück und spielte hier noch einmal bis Ende 2019. Seine nächste Station war nun der Arnett Gardens FC auf Jamaika. Seit Anfang 2021 spielt er erneut für St. Peter's.

### Nationalmannschaft
Nach der U20 war sein erster und bislang einziger Einsatz in der A-Nationalmannschaft von St. Kitts und Nevis am 31. August 2016 bei einem 0:0-Freundschaftsspiel gegen Nicaragua.